# Bräckesläktet
Bräckesläktet (Saxifraga) är ett av mindre eller föga högväxta örter bestående släkte, som är typsläkte för familjen stenbräckeväxter (Saxifragaceae). De omkring 250 arterna förekommer i synnerhet i högre bergstrakter.
Släktet har 2-könade blommor med fribladigt, undersittande-översittande hylle, bestående av ett 5-flikigt blomfoder, 5 (eller inga) kronblad samt 10 (eller 8) ståndare. Pistillen utgörs av 2 nedtill förenade karpeller och 2 fria stift. Frukten är kapsel med många frön. De flesta till detta släkte hörande arter har spiralställda, hela eller flikiga blad. Blommorna, som är vita, gula eller rödaktiga, sitter i klasar eller knippen.

## Bildgalleri

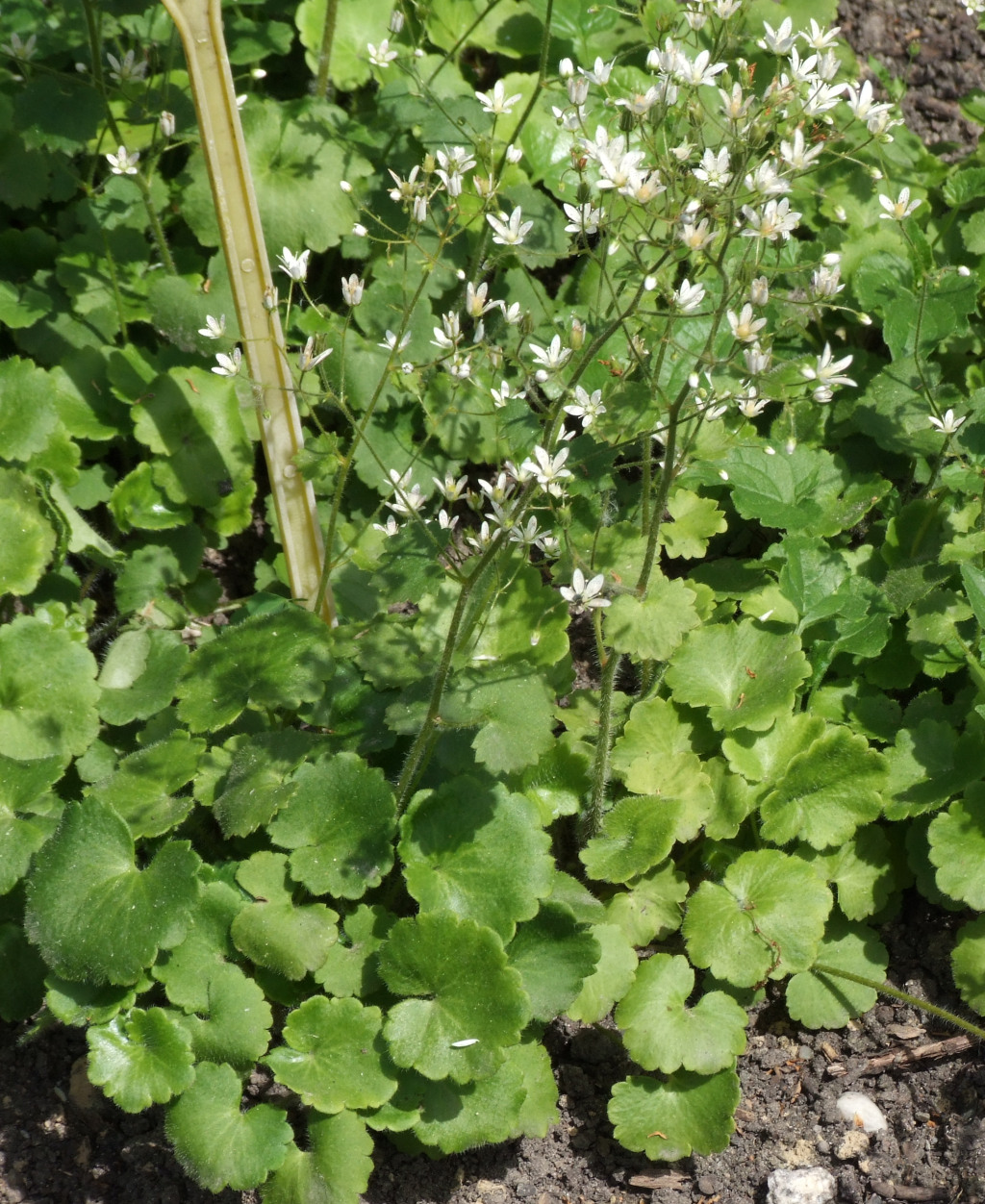
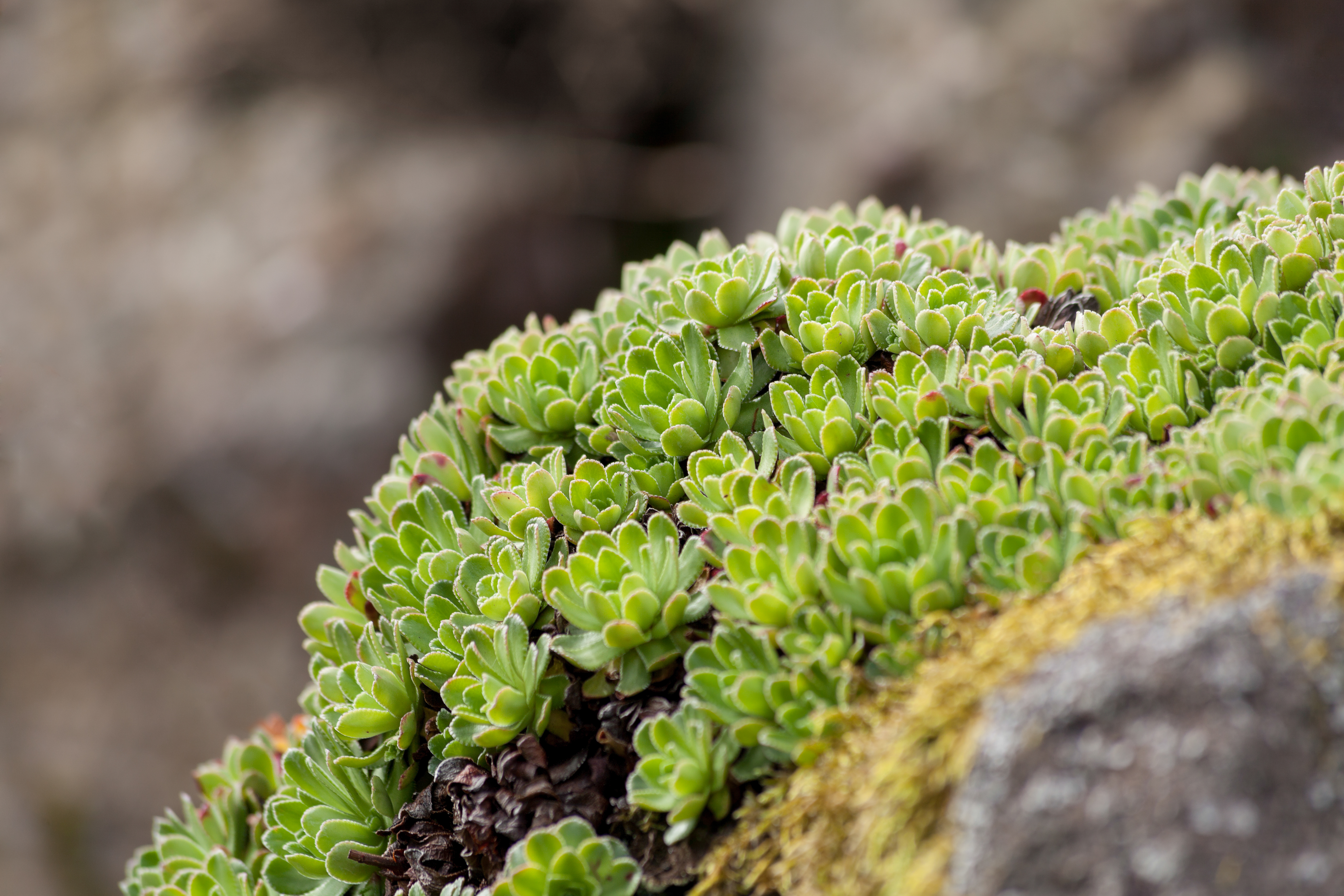
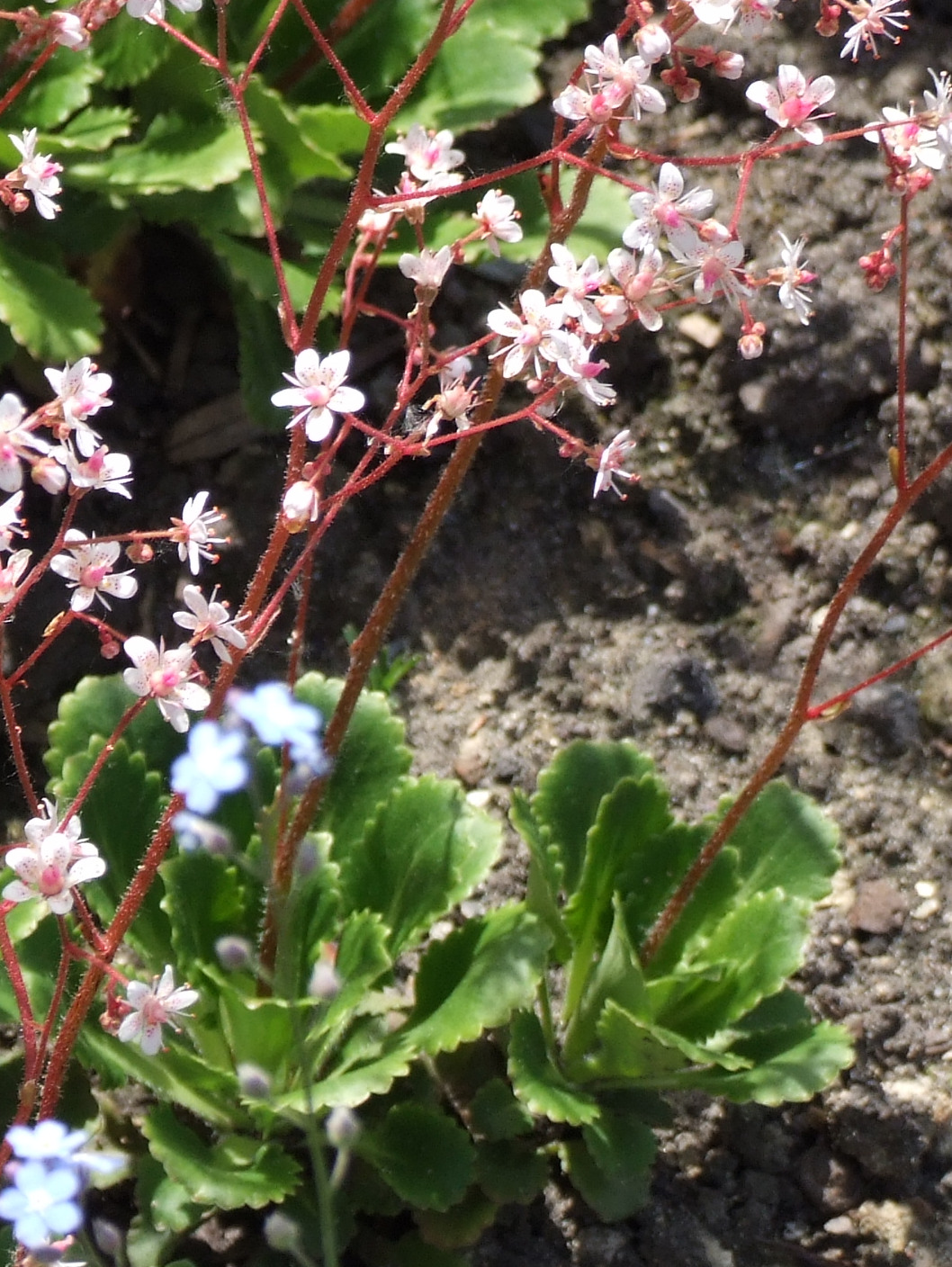
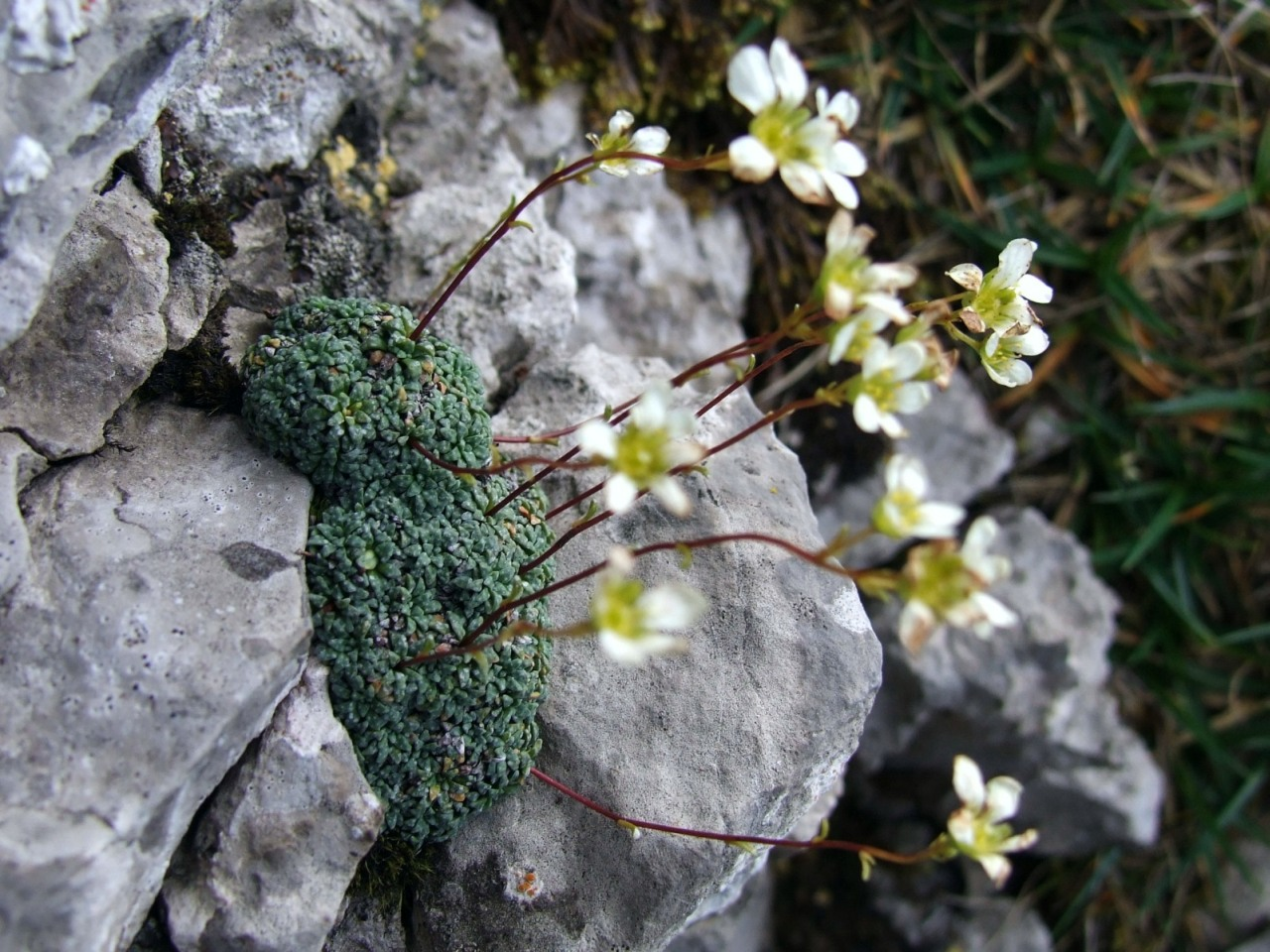
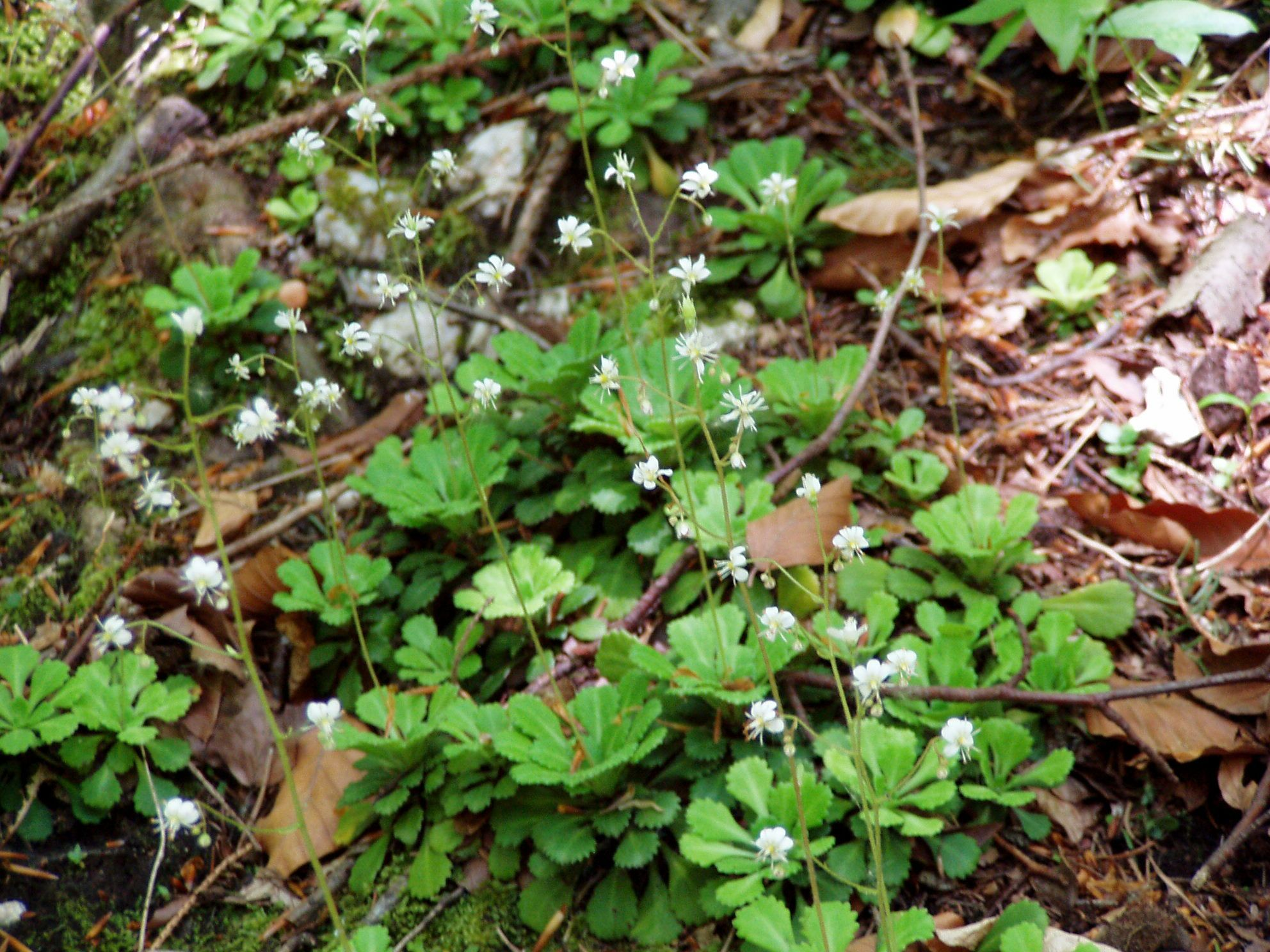
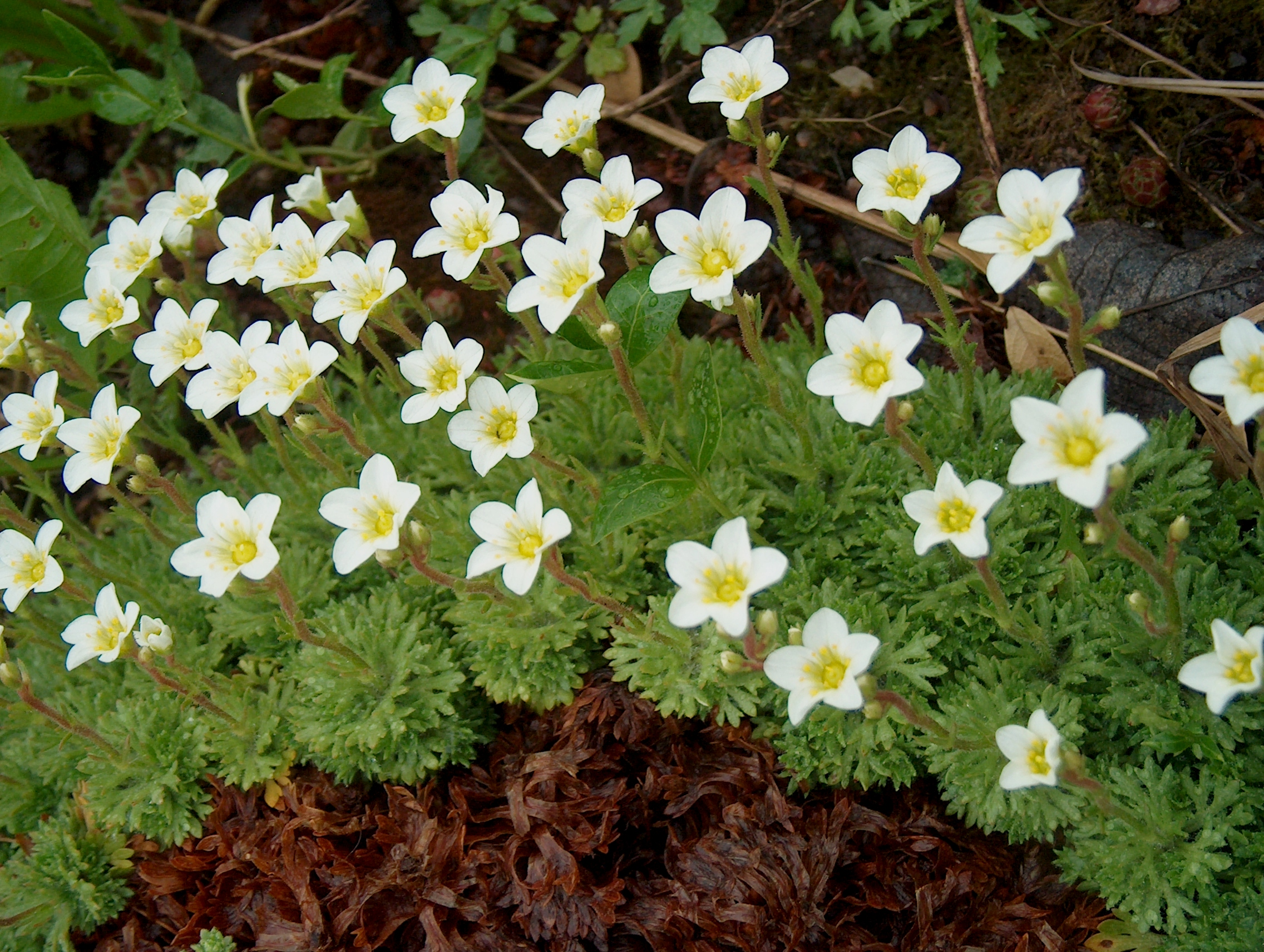

## Dottertaxa till Bräckesläktet, i alfabetisk ordning[1]
- Saxifraga acerifolia
- Saxifraga adscendens
- Saxifraga afghanica
- Saxifraga aizoides
- Saxifraga akinfievii
- Saxifraga albertii
- Saxifraga alejandrei
- Saxifraga aleutica
- Saxifraga alloysii-villarii
- Saxifraga almeriensis
- Saxifraga alpigena
- Saxifraga amabilis
- Saxifraga andersonii
- Saxifraga andrewsii
- Saxifraga androsacea
- Saxifraga angustata
- Saxifraga anisophylla
- Saxifraga aphylla
- Saxifraga aquatica
- Saxifraga arachnoidea
- Saxifraga aretioides
- Saxifraga arguellesii
- Saxifraga aristulata
- Saxifraga arizogae
- Saxifraga artvinensis
- Saxifraga aspera
- Saxifraga assamensis
- Saxifraga atuntsiensis
- Saxifraga aurantiaca
- Saxifraga auriculata
- Saxifraga babiana
- Saxifraga baimashanensis
- Saxifraga balfourii
- Saxifraga banmaensis
- Saxifraga baregensis
- Saxifraga bergenioides
- Saxifraga berica
- Saxifraga biasolettoi
- Saxifraga bicuspidata
- Saxifraga biflora
- Saxifraga bifurcata
- Saxifraga bijiangensis
- Saxifraga biternata
- Saxifraga blatii
- Saxifraga boissieri
- Saxifraga boreoolympica
- Saxifraga bourgaeana
- Saxifraga boussingaultii
- Saxifraga brachyphylla
- Saxifraga brachypoda
- Saxifraga brachypodoidea
- Saxifraga brevicaulis
- Saxifraga bronchialis
- Saxifraga brunneopunctata
- Saxifraga brunonis
- Saxifraga bryoides
- Saxifraga bulbifera
- Saxifraga bulleyana
- Saxifraga burmensis
- Saxifraga burnatii
- Saxifraga burserana
- Saxifraga cacuminum
- Saxifraga cadevallii
- Saxifraga caesia
- Saxifraga callosa
- Saxifraga calopetala
- Saxifraga camboana
- Saxifraga camposii
- Saxifraga canaliculata
- Saxifraga candelabrum
- Saxifraga capitata
- Saxifraga cardiophylla
- Saxifraga carinata
- Saxifraga carnosula
- Saxifraga carpatica
- Saxifraga carpetana
- Saxifraga caucasica
- Saxifraga caveana
- Saxifraga cebennensis
- Saxifraga celtiberica
- Saxifraga cernua
- Saxifraga cespitosa
- Saxifraga chadwellii
- Saxifraga champutungensis
- Saxifraga chionophila
- Saxifraga chrysantha
- Saxifraga chrysanthoides
- Saxifraga chumbiensis
- Saxifraga churchilli
- Saxifraga ciliatopetala
- Saxifraga cinerascens
- Saxifraga cinerea
- Saxifraga cintrana
- Saxifraga clivorum
- Saxifraga coarctata
- Saxifraga cochlearis
- Saxifraga columnaris
- Saxifraga columpoda
- Saxifraga congestiflora
- Saxifraga conifera
- Saxifraga conradiae
- Saxifraga consanguinea
- Saxifraga continentalis
- Saxifraga contraria
- Saxifraga cordigera
- Saxifraga corsica
- Saxifraga cortusifolia
- Saxifraga costei
- Saxifraga cotyledon
- Saxifraga crustata
- Saxifraga culcitosa
- Saxifraga cuneata
- Saxifraga cuneifolia
- Saxifraga cymbalaria
- Saxifraga dahaiensis
- Saxifraga daochengensis
- Saxifraga daqiaoensis
- Saxifraga darrieuxii
- Saxifraga davidis-webbii
- Saxifraga decipiens
- Saxifraga decora
- Saxifraga decussata
- Saxifraga degeniana
- Saxifraga densifoliata
- Saxifraga depressa
- Saxifraga deqenensis
- Saxifraga dianxibeiensis
- Saxifraga diapensia
- Saxifraga diapensioides
- Saxifraga dichotoma
- Saxifraga dielsiana
- Saxifraga diffusicallosa
- Saxifraga dingqingensis
- Saxifraga dinnikii
- Saxifraga dinninaris
- Saxifraga diversifolia
- Saxifraga dongchuanensis
- Saxifraga dongwanensis
- Saxifraga doyalana
- Saxifraga drabiformis
- Saxifraga draboides
- Saxifraga dshagalensis
- Saxifraga eglandulosa
- Saxifraga egregia
- Saxifraga egregioides
- Saxifraga elatinoides
- Saxifraga elliotii
- Saxifraga elliptica
- Saxifraga embergeri
- Saxifraga engleri
- Saxifraga engleriana
- Saxifraga epiphylla
- Saxifraga erectisepala
- Saxifraga erinacea
- Saxifraga erioblasta
- Saxifraga eschscholtzii
- Saxifraga exarata
- Saxifraga excellens
- Saxifraga facchinii
- Saxifraga faucicola
- Saxifraga federici-augusti
- Saxifraga felineri
- Saxifraga ferdinandi-coburgi
- Saxifraga filicaulis
- Saxifraga filifolia
- Saxifraga finitima
- Saxifraga flaccida
- Saxifraga flagellaris
- Saxifraga flavida
- Saxifraga flexilis
- Saxifraga florulenta
- Saxifraga fontqueri
- Saxifraga forrestii
- Saxifraga forsteri
- Saxifraga fortunei
- Saxifraga fragilis
- Saxifraga freibergii
- Saxifraga fritschiana
- Saxifraga furumii
- Saxifraga ganeshii
- Saxifraga gaudinii
- Saxifraga gedangensis
- Saxifraga gemmigera
- Saxifraga gemmipara
- Saxifraga gemmulosa
- Saxifraga genesiana
- Saxifraga gentyana
- Saxifraga georgei
- Saxifraga geranioides
- Saxifraga geum
- Saxifraga giraldiana
- Saxifraga glabella
- Saxifraga glabricaulis
- Saxifraga glacialis
- Saxifraga glaucophylla
- Saxifraga globulifera
- Saxifraga gonggashanensis
- Saxifraga gongshanensis
- Saxifraga granulata
- Saxifraga granulifera
- Saxifraga gyalana
- Saxifraga habaensis
- Saxifraga haenseleri
- Saxifraga haplophylloides
- Saxifraga harai
- Saxifraga hariotii
- Saxifraga harry-smithii
- Saxifraga hausmannii
- Saxifraga hederacea
- Saxifraga hederifolia
- Saxifraga heleonastes
- Saxifraga hemisphaerica
- Saxifraga hengduanensis
- Saxifraga hetenbeliana
- Saxifraga heteroclada
- Saxifraga heterocladoides
- Saxifraga heterotricha
- Saxifraga hirculoides
- Saxifraga hirculus
- Saxifraga hirsuta
- Saxifraga hispidula
- Saxifraga hookeri
- Saxifraga hostii
- Saxifraga hyperborea
- Saxifraga hypericoides
- Saxifraga hypnoides
- Saxifraga hypostoma
- Saxifraga imparilis
- Saxifraga implicans
- Saxifraga inconspicua
- Saxifraga insolens
- Saxifraga intricata
- Saxifraga iranica
- Saxifraga irrigua
- Saxifraga isophylla
- Saxifraga italica
- Saxifraga jacquemontiana
- Saxifraga jainzhuglaensis
- Saxifraga jaljalensis
- Saxifraga jarmilae
- Saxifraga jingdongensis
- Saxifraga josephii
- Saxifraga jouffroyi
- Saxifraga juniperifolia
- Saxifraga karacardica
- Saxifraga karadzicensis
- Saxifraga kashmeriana
- Saxifraga khiakhensis
- Saxifraga kingiana
- Saxifraga kintschingingae
- Saxifraga kochii
- Saxifraga koelzii
- Saxifraga kolenatiana
- Saxifraga kongboensis
- Saxifraga korshinskii
- Saxifraga kotschyi
- Saxifraga kumaunensis
- Saxifraga kwangsiensis
- Saxifraga lainzii
- Saxifraga latepetiolata
- Saxifraga latiflora
- Saxifraga lecomtei
- Saxifraga lepida
- Saxifraga lhommei
- Saxifraga likiangensis
- Saxifraga lilacina
- Saxifraga linearifolia
- Saxifraga litangensis
- Saxifraga lixianensis
- Saxifraga llonakhensis
- Saxifraga longifolia
- Saxifraga loripes
- Saxifraga lowndesii
- Saxifraga ludingensis
- Saxifraga ludlowii
- Saxifraga luizetiana
- Saxifraga lushuiensis
- Saxifraga luteopurpurea
- Saxifraga luteoviridis
- Saxifraga lychnitis
- Saxifraga macrostigmatoides
- Saxifraga maderensis
- Saxifraga magellanica
- Saxifraga maireana
- Saxifraga mallae
- Saxifraga marginata
- Saxifraga maweana
- Saxifraga maxionggouensis
- Saxifraga mazanderanica
- Saxifraga media
- Saxifraga medogensis
- Saxifraga meeboldii
- Saxifraga megacordia
- Saxifraga melzeri
- Saxifraga mengtzeana
- Saxifraga mertensiana
- Saxifraga meyeri
- Saxifraga micans
- Saxifraga microcephala
- Saxifraga microgyna
- Saxifraga microviridis
- Saxifraga minutifoliosa
- Saxifraga minutissima
- Saxifraga mira
- Saxifraga miralana
- Saxifraga miscellanea
- Saxifraga monantha
- Saxifraga moncayensis
- Saxifraga montanella
- Saxifraga montserratii
- Saxifraga moorcroftiana
- Saxifraga moschata
- Saxifraga mucronulata
- Saxifraga mucronulatoides
- Saxifraga muretii
- Saxifraga muscoides
- Saxifraga mutata
- Saxifraga nakaoi
- Saxifraga nakaoides
- Saxifraga nambulana
- Saxifraga namdoensis
- Saxifraga nana
- Saxifraga nanella
- Saxifraga nanelloides
- Saxifraga nangqenica
- Saxifraga nangxianensis
- Saxifraga nathorstii
- Saxifraga nayarii
- Saxifraga neopropagulifera
- Saxifraga nervosa
- Saxifraga nevadensis
- Saxifraga nigroglandulifera
- Saxifraga nigroglandulosa
- Saxifraga nipponica
- Saxifraga nishidae
- Saxifraga numidica
- Saxifraga nuttallii
- Saxifraga obtusa
- Saxifraga octopetala
- Saxifraga odontophylla
- Saxifraga oettingenii
- Saxifraga omolojensis
- Saxifraga omphalodifolia
- Saxifraga opdalensis
- Saxifraga oppositifolia
- Saxifraga oreophila
- Saxifraga orogredensis
- Saxifraga osloensis
- Saxifraga ovczinnikovii
- Saxifraga padellae
- Saxifraga paiquensis
- Saxifraga palpebrata
- Saxifraga paniculata
- Saxifraga paradoxa
- Saxifraga pardanthina
- Saxifraga parkaensis
- Saxifraga parnassifolia
- Saxifraga parnassioides
- Saxifraga parva
- Saxifraga patens
- Saxifraga paxii
- Saxifraga pedemontana
- Saxifraga pellucida
- Saxifraga pentadactylis
- Saxifraga peplidifolia
- Saxifraga peraristulata
- Saxifraga perpusilla
- Saxifraga petraea
- Saxifraga pilifera
- Saxifraga platyloba
- Saxifraga platysepala
- Saxifraga polita
- Saxifraga poluniniana
- Saxifraga porophylla
- Saxifraga portosanctana
- Saxifraga praetermissa
- Saxifraga pratensis
- Saxifraga prattii
- Saxifraga presolanensis
- Saxifraga prietoi
- Saxifraga prudhommei
- Saxifraga przewalskii
- Saxifraga pseudocontinentalis
- Saxifraga pseudohirculus
- Saxifraga pseudolaevis
- Saxifraga pubescens
- Saxifraga pulchra
- Saxifraga pulvinaria
- Saxifraga punctulata
- Saxifraga punctulatoides
- Saxifraga quadrifaria
- Saxifraga ramsarica
- Saxifraga ramulosa
- Saxifraga retusa
- Saxifraga reuteriana
- Saxifraga reyeri
- Saxifraga rhodopetala
- Saxifraga richteri
- Saxifraga rifaea
- Saxifraga rigoi
- Saxifraga rivas-martinezii
- Saxifraga rivularis
- Saxifraga rizhaoshanensis
- Saxifraga rosacea
- Saxifraga rotundifolia
- Saxifraga rotundipetala
- Saxifraga roylei
- Saxifraga rufescens
- Saxifraga rupicola
- Saxifraga saginoides
- Saxifraga sancta
- Saxifraga sanguinea
- Saxifraga saxatilis
- Saxifraga saxicola
- Saxifraga saxorum
- Saxifraga scardica
- Saxifraga scleropoda
- Saxifraga sediformis
- Saxifraga sedoides
- Saxifraga seguieri
- Saxifraga selemdzhensis
- Saxifraga sempervivum
- Saxifraga sendaica
- Saxifraga serotina
- Saxifraga serpyllifolia
- Saxifraga serrula
- Saxifraga sessiliflora
- Saxifraga sheqilaensis
- Saxifraga sherriffii
- Saxifraga sibirica
- Saxifraga sibthorpii
- Saxifraga sichotensis
- Saxifraga sieversiana
- Saxifraga signata
- Saxifraga signatella
- Saxifraga sikkimensis
- Saxifraga sinomontana
- Saxifraga smithiana
- Saxifraga somedana
- Saxifraga sorianoi
- Saxifraga sotchensis
- Saxifraga spathularis
- Saxifraga spathulata
- Saxifraga sphaeradena
- Saxifraga spruneri
- Saxifraga squarrosa
- Saxifraga staintonii
- Saxifraga stella-aurea
- Saxifraga stellariifolia
- Saxifraga stenophylla
- Saxifraga stolitzkae
- Saxifraga stolonifera
- Saxifraga stribrnyi
- Saxifraga strigosa
- Saxifraga stylosa
- Saxifraga styriaca
- Saxifraga subaequifoliata
- Saxifraga subamplexicaulis
- Saxifraga sublinearifolia
- Saxifraga subomphalodifolia
- Saxifraga subsessiliflora
- Saxifraga subspathulata
- Saxifraga substrigosa
- Saxifraga subternata
- Saxifraga subtsangchanensis
- Saxifraga subverticillata
- Saxifraga superba
- Saxifraga svalbardensis
- Saxifraga tangutica
- Saxifraga taraktophylla
- Saxifraga tatsienluensis
- Saxifraga taygetea
- Saxifraga taylori
- Saxifraga tenella
- Saxifraga tentaculata
- Saxifraga terektensis
- Saxifraga thiantha
- Saxifraga thrinax
- Saxifraga tibetica
- Saxifraga tigrina
- Saxifraga tolmatchevii
- Saxifraga tombeanensis
- Saxifraga trautvetteri
- Saxifraga triaristulata
- Saxifraga tricuspidata
- Saxifraga tridactylites
- Saxifraga trifurcata
- Saxifraga tsangchanensis
- Saxifraga tukuchensis
- Saxifraga umbellulata
- Saxifraga umbrosa
- Saxifraga unguiculata
- Saxifraga unguipetala
- Saxifraga uninervia
- Saxifraga urbium
- Saxifraga vacillans
- Saxifraga wahlenbergii
- Saxifraga valdensis
- Saxifraga valleculosa
- Saxifraga wallichiana
- Saxifraga vandelii
- Saxifraga wardii
- Saxifraga vayredana
- Saxifraga wehrhahnii
- Saxifraga wenchuanensis
- Saxifraga wendelboi
- Saxifraga werneri
- Saxifraga versicallosa
- Saxifraga wettsteinii
- Saxifraga vierhapperi
- Saxifraga wilczekii
- Saxifraga williamsii
- Saxifraga willkommiana
- Saxifraga virgularis
- Saxifraga viscidula
- Saxifraga voroschilovii
- Saxifraga vvedenskyi
- Saxifraga xiaozhongdianensis
- Saxifraga yaluzangbuensis
- Saxifraga yarlungzangboensis
- Saxifraga yezhiensis
- Saxifraga yoshimurae
- Saxifraga yushuensis
- Saxifraga yvesii
- Saxifraga zayuensis
- Saxifraga zhidoensis
- Saxifraga zimmermannii
- Saxifraga zimmeteri